# 卡埃迪
卡埃迪（阿拉伯语：‎）位于毛里塔尼亚南部塞内加尔河畔，是戈尔戈勒省的首府，人口逾6万。